# جماعت اسلامی بنگلادش
جماعت اسلامی بنگلادش (معروف به جماعت) بزرگ‌ترین و تأثیرگذارترین حزب اسلامی در بنگلادش است. این حزب در آخرین انتخابات عمومی (۲۰۰۱) ۱۸ کرسی از ۳۰۰ کرسی مجلس را کسب کرد و به خاطر نقشش در تشکیل اتحاد چهارحزبی که برندهٔ انتخابات شد، ۲ وزیر را معرفی کرد. امروز ائتلاف این حزب با حزب ناسیونالیست بنگلادش دو سوم مجلس را در اختیار دارد.
«جماعت» خود را حزبی ایدئولوژیک معرفی می‌کند که خواستار نقش بیشتر اسلام در زندگی عمومی است. مهم‌ترین هدف این حزب برقراری «دین» یا نظم اجتماعی اسلامی از طرق اخلاقی، صلح‌آمیز، سازنده، دموکراتیک و پارلمانی است. در ضمن این حزب مدعی است که ارزش‌ها و اصول خود را از زمان تأسیس در ۱۹۴۱ (با نام جماعت اسلامی) تغییر نداده‌است.